# Malcolm Reed
Pour les articles homonymes, voir Reed.
Malcolm Reed est un personnage appartenant à l'univers de fiction de Star Trek et plus particulièrement à celui de la série Star Trek: Enterprise. Il est interprété par Dominic Keating.

## Biographie
Malcolm Reed est responsable de l'armement à bord de l'Enterprise NX-01. Il y est également chargé des questions de tactique et doit poser les premiers jalons des protocoles de sécurité de Starfleet.
Né un 2 septembre, il est le fils de Mary et Stuart Reed. Sa sœur se prénomme Madeline (voir la notice concernant Charles Tucker III pour plus de détails concernant cette dernière).
De nationalité britannique, ce descendant d'une impressionnante lignée d'officiers de marine est par ailleurs le premier Reed à n'avoir pas souhaité faire carrière au sein de la Royal Navy.
À l'aube d'une nouvelle ère d'exploration pour l'humanité, Reed est un produit si parfait des manuels d'instruction militaire que son attitude peut souvent être jugée rétrograde. Il se considère en effet avant tout comme un soldat et s'attache au respect le plus strict des règles inhérentes à son statut.
Taciturne de nature (et ne parlant presque jamais de lui-même), Malcolm Reed n'est cependant pas aussi prévisible qu'il y paraît. Sa passion quasi-obsessionnelle des armes le conduit ainsi à apporter des améliorations aussi inventives que précieuses au matériel qui lui a été confié, des canons phaseurs aux champs de force. Quant à ses relations houleuses avec les membres du M.A.C.O. (Commando d'Assaut Militaire, Military Assault Command Operation en VO) affectés à bord de l'Enterprise pour sa mission au cœur de l'espace Delphique, elles sont la preuve que même le plus flegmatique des officiers peut sortir de ses gonds. Il voit plus particulièrement le Major Hayes comme un rival cherchant à lui voler son poste, au point que les deux se battront en plein combat spatial avant d'être brutalement remis à leur place par le Capitaine Archer.
Toujours prévenant envers les femmes, Reed s'autorise à l'occasion quelques liaisons. En 2153, il tombe notamment sous le charme d'une tacticienne vissienne du nom de Traistana lors du premier contact avec ce peuple.